# Północ, północny zachód
Północ, północny zachód (tytuł oryg. North by Northwest) – amerykański sensacyjny dreszczowiec szpiegowski z 1959 w reżyserii Alfreda Hitchcocka i według scenariusza Ernesta Lehmana. Inspiracją dla fabuły filmu była autentyczna historia z okresu II wojny światowej. W rolach głównych wystąpili Cary Grant, Eva Marie Saint i James Mason. Akcja filmu koncentruje się na Rogerze O. Thornhillu (Grant), kierowniku agencji reklamowej, niewinnie ściganym przez grupę szpiegów, którzy omyłkowo biorą go za osobę z kręgu agencji rządowej.
Po zaniechaniu pomysłu ekranizacji powieści Tajemnica „Mary Deare”, Hitchcock zgodził się wyreżyserować nowy film dla studia Metro-Goldwyn-Mayer, którego kierownictwu spodobał się pomysł na fabułę. Reżyser podpisał kontrakt, uzyskując pełną niezależność w działaniu. Po premierze film otrzymał w większości pozytywne recenzje ze strony krytyków, którzy podkreślali, że po ryzykownych eksperymentach w Zawrocie głowy (1958) Hitchcock powrócił do sprawdzonej konwencji napięcia, humoru i romansu. Północ, północny zachód nominowany był w trzech kategoriach do nagrody Akademii Filmowej i odniósł sukces komercyjny, przynosząc w samych tylko Stanach Zjednoczonych dochód w wysokości ponad 13 milionów dolarów. W 1995 został objęty konserwacją przez National Film Registry.

## Fabuła
Kierownik agencji reklamowej Roger O. Thornhill (Cary Grant) bierze udział w nieformalnym spotkaniu biznesowym w nowojorskim hotelu Plaza. Jest zaniepokojony, ponieważ zapomniał powiedzieć swojej sekretarce Maggie (Doreen Lang), że jego matka (Jessie Royce Landis) jest na brydżu u jednej z przyjaciółek, przez co nie będzie miała możliwości dodzwonić się do niej. Postanawia wysłać telegram. Przywołuje do siebie boya hotelowego, który szuka na sali człowieka nazwiskiem George Kaplan. Po drugiej stronie sali stoi dwóch mężczyzn – Valerian (Adam Williams) i Licht (Robert Ellenstein) – którzy wierzą, że zawołanie Thornhilla jest potwierdzeniem na to, iż nazywa się Kaplan. Gdy Thornhill udaje się nadać telegram, mężczyźni zatrzymują go w korytarzu, zmuszając go pod groźbą użycia broni do opuszczenia budynku. Wsiadają razem do samochodu i udają się do prywatnej rezydencji należącej do dyplomaty Lestera Townsenda (Philip Ober) w Glen Cove.
Na miejscu Thornhill poznaje, podającego się za Townsenda, Phillipa Vandamma (James Mason) i jego sekretarza Leonarda (Martin Landau). Mężczyzna stanowczo zaprzecza, jakoby nazywał się Kaplan i całe porwanie uznaje za pomyłkę. Vandamm nie daje wiary jego słowom. Kiedy Thornhill usiłuje opuścić pomieszczenie, odkrywa, że przed drzwiami stoi Valerian. Vandamm informuje go, że ten może zostać zabity, jeśli nie podejmie współpracy. Gdy Thornhill zaprzecza wszystkim dokumentom, Vandamm opuszcza pokój. Leonard, Licht i Valerian zmuszają go do wypicia butelki burbonu, po czym prowadzą pijanego Thornhilla do samochodu. Valerian, siedzący na miejscu pasażera, odpala silnik i kieruje auto na zbocze góry. Mimo upojenia alkoholowego, Thornhill orientuje się w sytuacji i wypycha mężczyznę z samochodu. W ostatniej chwili unika spadku autem ze skał do morza. Podejrzanie jadącego mężczyznę zaczyna ścigać patrol policji. Chcąc uniknąć zderzenia z rowerzystą, Thornhill gwałtownie hamuje. Jadący za nim radiowóz uderza w tył jego samochodu. Śledzący Thornhilla Licht i Valerian, widząc całe zdarzenie, zawracają i udają się do rezydencji. Mężczyzna zostaje aresztowany. Na komisariacie zeznaje, że został porwany i próbowano go zabić. Okazuje się, że sportowy samochód, którym jechał, został skradziony. Korzystając z przysługującego mu prawa do jednego telefonu, w asyście sierżanta Klingera (John Beradino), nietrzeźwy Thornhill dzwoni do swojej matki, prosząc o interwencję adwokata i wpłacenie kaucji. Badający go doktor Cross (Philip Coolidge) diagnozuje zatrucie alkoholowe. Mężczyzna odmawia pobrania krwi i zasypia na stole.

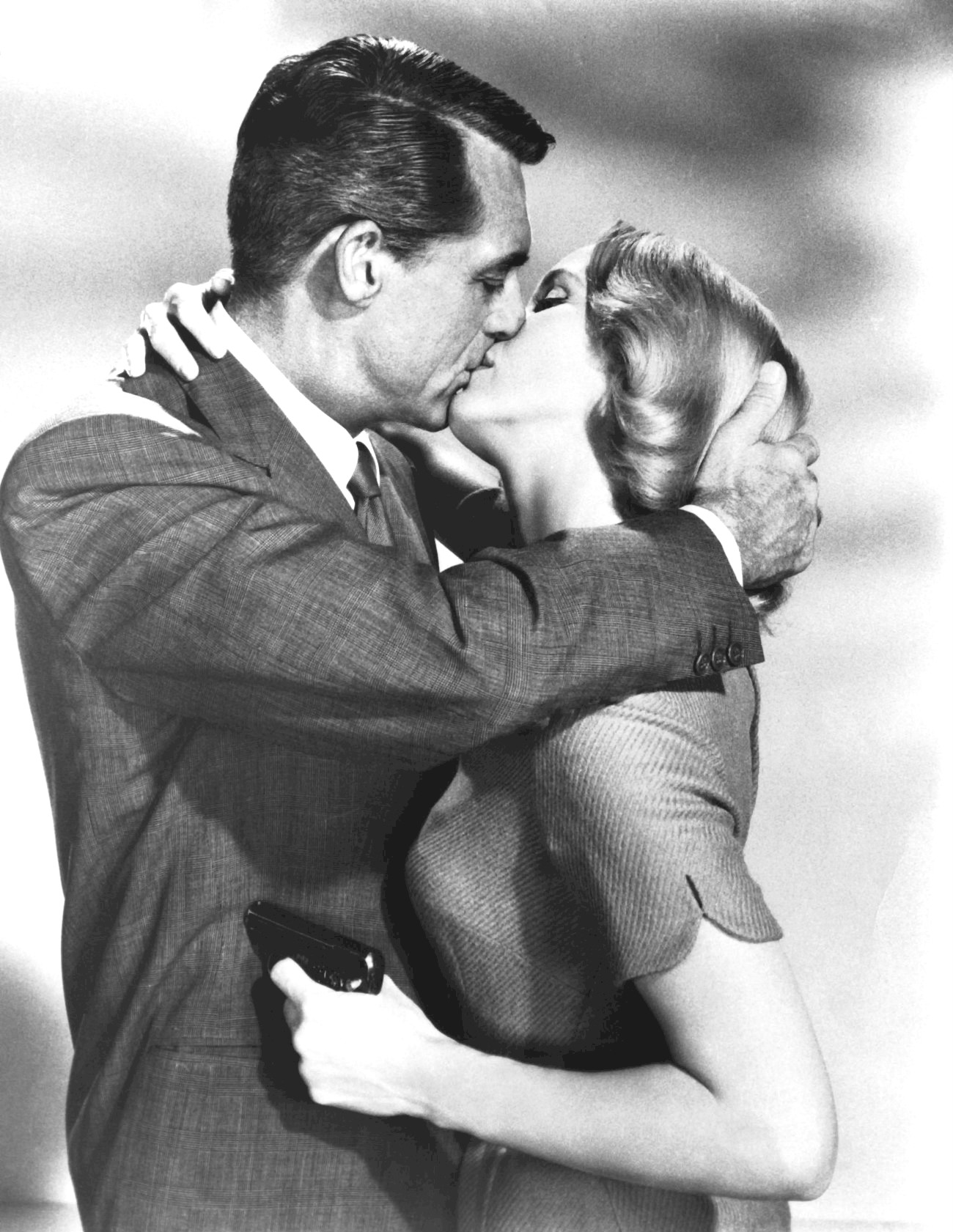
Cary Grant i Eva Marie Saint na fotosie promocyjnym z filmu

Nazajutrz adwokat Thornhilla opowiada całą historię przed sądem. Decyzją sędziego rozprawa zostaje odroczona, aby można było zbadać wiarygodność zeznań. W towarzystwie swojej matki, adwokata i dwóch detektywów z wydziału śledczego, mężczyzna udaje się do rezydencji Townsenda. Pokazuje im pokój, w którym był przetrzymywany. Kobieta podająca się za panią Townsend (Josephine Hutchinson) zeznaje, że Thornhill był obecny na przyjęciu z własnej, nieprzymuszonej woli. Informuje przedstawicieli prawa, że jej mąż jest w siedzibie ONZ, gdzie po południu wygłosi przemowę na Zgromadzeniu Ogólnym. Poddenerwowany Thornhill, zdając sobie sprawę, że nikt mu nie wierzy, udaje się z matką do hotelu Plaza, szukając dowodów na potwierdzenie swojej historii. W recepcji dowiaduje się, że Kaplan jest zameldowany w pokoju 796. Prosi matkę, wręczając jej 50 dolarów, aby załatwiła klucz do apartamentu wynajmowanego przez Kaplana. W pokoju Thornhill odnajduje fotografię, na której rozpoznaje Townsenda (Vandamma, podającego się za niego). Zarówno sprzątaczka, jak i portier uważają Thornhilla za Kaplana. Gdy do pokoju dzwoni telefon, mężczyzna orientuje się, że jest śledzony. W windzie spotyka Lichta i Valeriana. Decyduje się na ucieczkę. Wsiada do taksówki i prosi o kurs do siedziby ONZ, gdzie przemawiać ma Townsend. Na recepcji podaje się za Kaplana i nalega na spotkanie z nim. W międzyczasie pod siedzibę ONZ podjeżdżają Licht i Valerian. Ten drugi wysiada z taksówki i udaje się do budynku. Thornhill jest zdezorientowany, gdy okazuje się, że Townsend to w rzeczywistości zupełnie inna osoba. Okazuje się, że żona dyplomaty nie żyje od wielu lat. Gdy wyjmuje znalezione w pokoju hotelowym zdjęcie i pyta o tożsamość znajdującego się na nim mężczyzny, prawdziwy Townsend zostaje zamordowany i upada w jego ramiona. Thornhill wyjmuje z pleców mężczyzny nóż. Stojący obok fotograf robi mu zdjęcie, a na miejscu zjawia się tłum ludzi i wybucha panika. Thornhill tłumaczy, że nie ma z tym nic wspólnego, po czym przerażony ucieka.

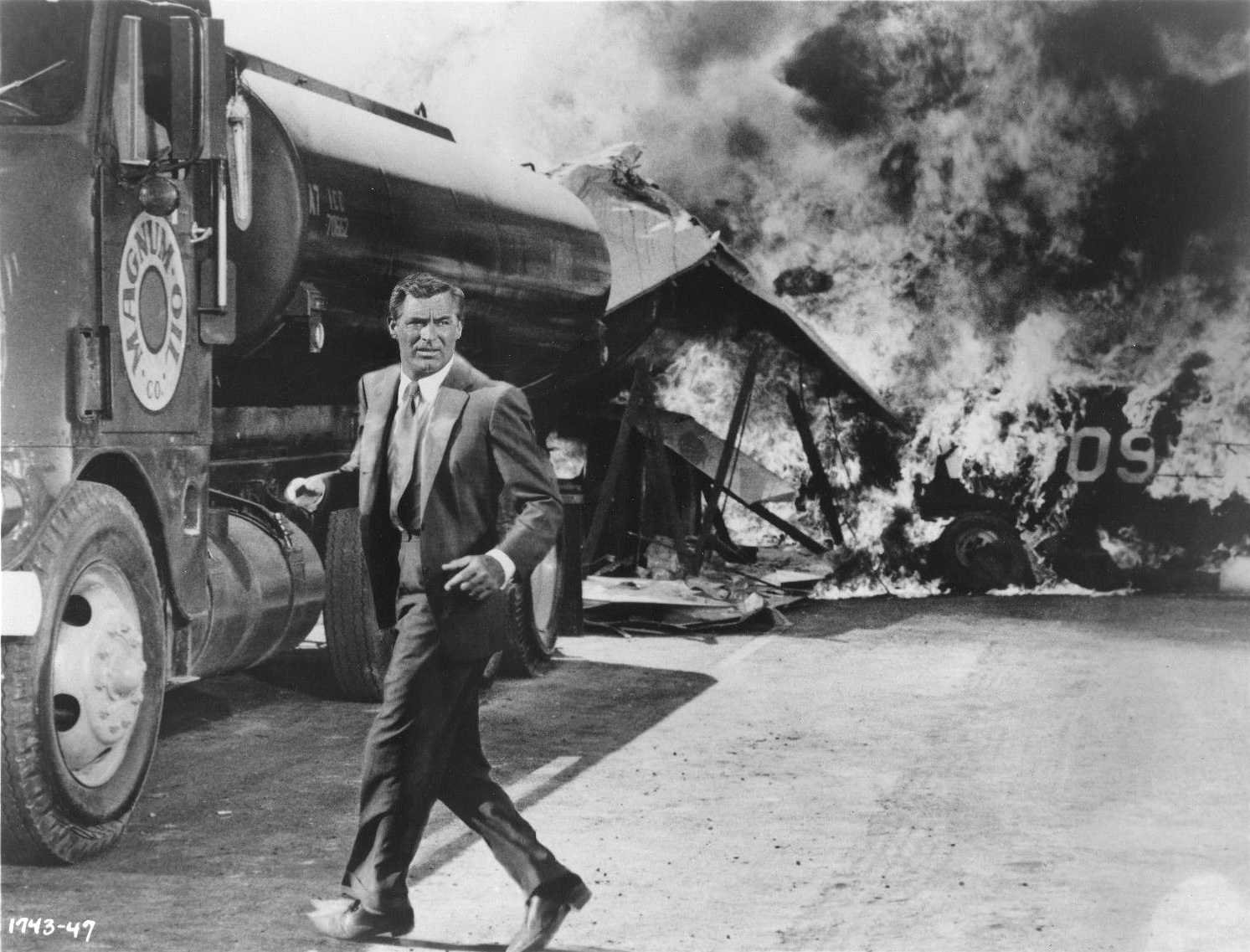
Cary Grant w scenie z próby zabicia jego bohatera przez samolot

W siedzibie Defense Intelligence Agency grupa agentów pod kierownictwem człowieka o pseudonimie „profesor” (Leo G. Carroll) omawia zabójstwo Townsenda i zaangażowanie Thornhilla w tę sprawę. Agenci zastanawiają się, czy nie powinni interweniować, by chronić Thornhilla, lecz „profesor” odmawia, uważając, że skutecznie odwraca on uwagę od innego agenta, który pracuje pod przykrywką dla Vandamma. Dowiedziawszy się, że Kaplan pojechał do Chicago, Thornhill podąża jego tropem. Wymyka się policji i przedostaje na pokład pociągu. Spotyka w nim atrakcyjną blondynkę, która widząc ścigających go funkcjonariuszy, podaje im fałszywy trop. Wieczorem Thornhill w wagonie restauracyjnym ponownie napotyka tajemniczą kobietę, która przedstawia się jako Eve Kendall (Eva Marie Saint). Przyznaje, że zna prawdziwą tożsamość Thornhilla i wie za co jest ścigany. Oferuje mu ukrycie się w jej przedziale, gdy do pociągu wsiada dwóch funkcjonariuszy policji. Ich dalsza znajomość nabiera znamion intymności.
Kobieta przekazuje potajemnie stewardowi wiadomość dla Vandamma i Leonarda, którzy także jadą tym samym pociągiem. Rano Thornhill przebiera się za bagażowego i opuszcza z Kendall teren dworca. Gdy goli się w męskiej toalecie, kobieta otrzymuje od Leonarda dalsze instrukcje. Informuje ona Thornhilla, że Kaplan spotka się z nim poza obrębem miasta. Mężczyzna, zgodnie z otrzymanymi wskazówkami, udaje się autobusem poza Chicago, gdzie wysiada przy skrzyżowaniu ulic w samym środku pustych pól uprawnych. Po kilku minutach oczekiwania, Thornhill dostrzega latający nad polami samolot, zajmujący się agrolotnictwem. W pewnej chwili maszyna zaczyna atakować mężczyznę, co zmusza go do ukrycia się w pobliskim polu kukurydzy. Rozpylony w powietrzu środek chemiczny powoduje, że Thornhill zaczyna się dusić. Wkrótce dostrzega nadjeżdżającą cysternę, którą rozpaczliwie zatrzymuje na środku drogi. Samolot traci równowagę i uderza w tył cysterny, powodując wybuch. Przejezdni zatrzymują się, by zobaczyć zdarzenie z bliska. Thornhill kradnie stojącego z boku drogi pick-upa i wraca do hotelu Ambassador w Chicago.

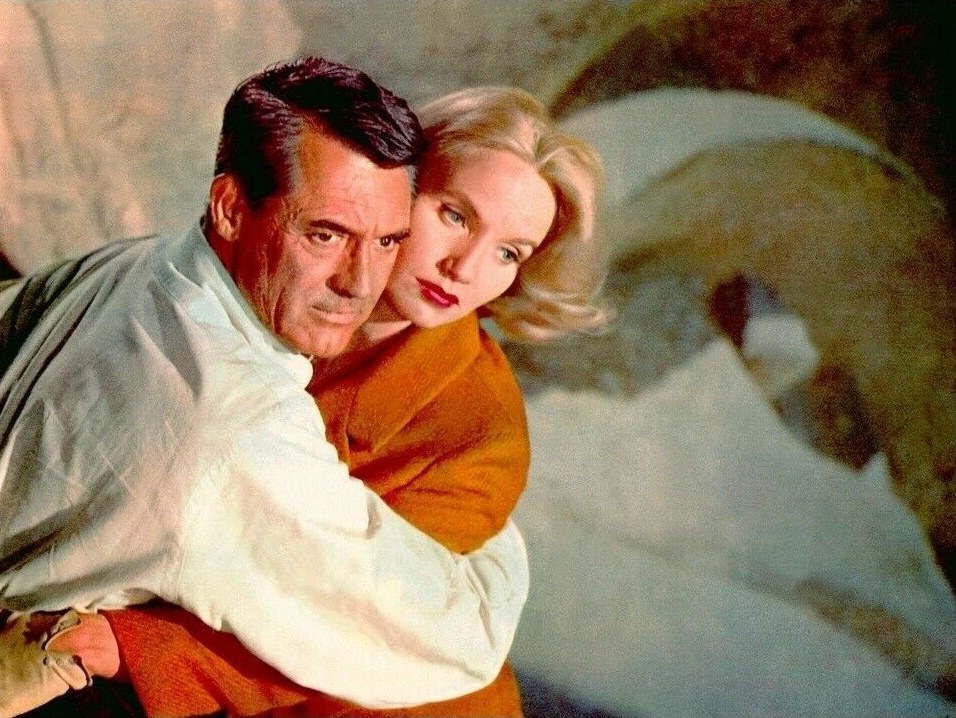
Cary Grant i Eva Marie Saint w scenie na Mount Rushmore

W recepcji mężczyzna dowiaduje się, że Kaplan z samego rana zwolnił pokój i przeniósł się do Rapid City w Dakocie Południowej. Orientuje się, że Kendall go okłamała. Domyślając się prawdy udaje się do jej pokoju. Niczego nie zdradzając, nalega na wspólną kolację, lecz kobieta początkowo odmawia. W końcu zgadza się. Odbiera telefon i zapisuje adres. Gdy Thornhill idzie do łazienki, Kendall wychodzi z pokoju. Mężczyzna odczytuje z kartki adres i podąża jej śladem. Trafia do domu aukcyjnego, gdzie obserwuje kobietę w otoczeniu Vandamma i Leonarda. Czując zdradę i rozgoryczenie, decyduje się na bezpośrednią konfrontację. Na aukcji obecny jest również „profesor”. Po zdemaskowaniu Kendall i Vandamma, Thornhill grozi, że zgłosi się na policję, by zeznawać przeciwko im. Leonard i Valerian odcinają mu drogę wyjścia. Zdesperowany aranżuje scenę, uderzając jednego z pracowników, po czym zostaje aresztowany. Funkcjonariusze dostają rozkaz przewiezienia Thornhilla na lotnisko, gdzie spotyka się z „profesorem”. Pracownik wywiadu informuje go, że Kaplan jest wymyślonym agentem, przynętą na złapanie Vandamma, na którym ciążą poważne zarzuty, dotyczące kradzieży tajemnic państwowych. Prosi Thornhilla, aby przez dobę udawał Kaplana, aż do momentu pojmania Vandamma. Mężczyzna odmawia. „Profesor” wyznaje mu, że Kendall jest ich agentką i może grozić jej niebezpieczeństwo w przypadku zdemaskowania. Mężczyzna zgadza się kontynuować misję. Wyrusza do Rapid City, gdzie w pobliżu Mount Rushmore Vandamm posiada rezydencję.
Obydwaj spotykają się w kawiarni na Mount Rushmore. Thornhill (jako Kaplan), informuje Vandamma, że wie o jego wieczornym wyjeździe z kraju, a ceną za milczenie jest dziewczyna. Gdy dochodzi do konfrontacji Thornhilla z Kendall, kobieta dwukrotnie strzela do niego (ze ślepaków) i ucieka. Vandamm i Leonard są przekonani o jego śmierci. „Profesor” zawozi mężczyznę do lasu na spotkanie z Kendall. Podczas rozmowy Thornhill dowiaduje się, że kobieta wyjeżdża razem z Vandammem. Rozzłoszczony usiłuje zatrzymać Kendall, lecz kierowca „profesora” ogłusza go ciosem w twarz. Następnie zostaje przetransportowany do aresztu ochronnego w szpitalu, z którego potajemnie ucieka. Udaje się do rezydencji Vandamma, gdzie podsłuchuje jego rozmowę z Leonardem, dotyczącą tajnych mikrofilmów ukrytych w zakupionej na aukcji figurce. Leonard pokazuje, że broń, z której strzelała Kendall, naładowana jest ślepakami. Vandamm, domyślając się, że jest ona podwójną agentką, informuje swojego sekretarza, że dziewczyna zostanie zamordowana na pokładzie samolotu, a jej ciało – wyrzucone do wody. Podsłuchujący Thornhill usiłuje ostrzec Kendall, lecz kobieta wychodzi z pokoju, nim udaje mu się dotrzeć do okna. Pisze na pudełku od zapałek treść ostrzeżenia i zrzuca je na dół do salonu, gdzie Kendall w towarzystwie Vandamma i Leonarda czeka na prywatny samolot. Po chwili zauważa pudełko, na którym są inicjały „ROT”. Orientując się w sytuacji, idzie na piętro, gdzie spotyka Thornhilla, który mówi jej o ślepych nabojach i mikrofilmach. Ostrzega ją, aby pod żadnym pozorem nie wsiadała do samolotu. Gdy Kendall wychodzi z Leonardem i Vandammem na zewnątrz, gospodyni zauważa przechadzającego się na piętrze Thornhilla. Po wylądowaniu samolotu słyszą strzały. Kendall, korzystając z chwili dekoncentracji, zabiera od Vandamma rzeźbę i ucieka z Thornhillem. Leonard i Valerian ruszają w pościg za nimi. Thornhill uświadamia sobie, że znajdują się na szczycie Mount Rushmore. Schodząc z góry, Valerian atakuje nożem Thornhilla, lecz mężczyzna po krótkiej szamotaninie zrzuca go ze szczytu. Widząc, że Leonard popycha Kendall w dół klifu, w ostatniej chwili podaje jej dłoń. Gdy złoczyńca usiłuje zabić wiszącą nad przepaścią parę, zostaje zastrzelony przez ludzi „profesora”, którzy aresztowali Vandamma. Thornhill i Kendall wracają pociągiem do Nowego Jorku już jako małżeństwo.

## Obsada

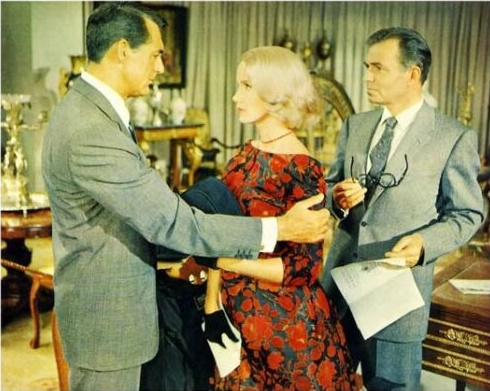
Odtwórcy głównych ról: Cary Grant, Eva Marie Saint i James Mason

Opracowano na podstawie materiału źródłowego:

- Cary Grant – Roger O. Thornhill[b]
- Eva Marie Saint – Eve Kendall
- James Mason – Phillip Vandamm
- Jessie Royce Landis – Clara Thornhill, matka Rogera
- Philip Ober – Lester Townsend
- Leo G. Carroll – „profesor”, szef akcji wywiadowczej
- Josephine Hutchinson – „pani Townsend”
- Martin Landau – Leonard, sekretarz Vandamma
- Adam Williams – Valerian, człowiek Vandamma
- Robert Ellenstein – Licht, człowiek Vandamma
- Edward Platt – Victor Larrabee
- Les Tremayne – aukcjoner
- Philip Coolidge – doktor Cross
- John Beradino – sierżant Emile Klinger, policjant z Glen Cove
- Patrick McVey – sierżant Flamm, policjant z Chicago
- Edward Binns – kapitan Junket, detektyw z hrabstwa Nassau
- Ken Lynch – Charlie, policjant z Chicago
- Alfred Hitchcock – mężczyzna, który spóźnił się na autobus (cameo)

## Produkcja

### Scenariusz i przygotowania

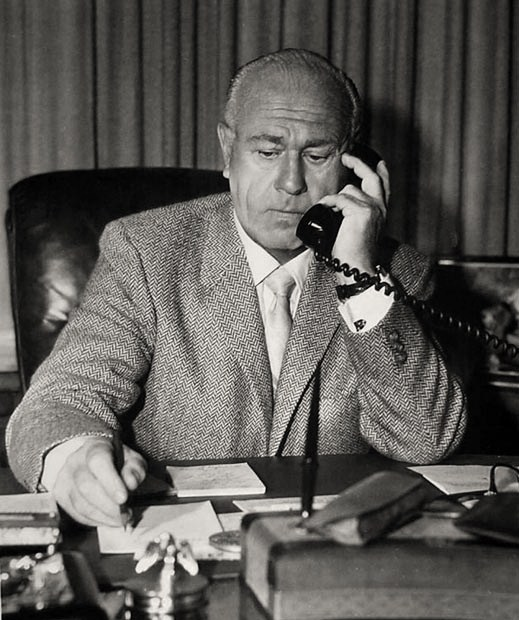
Szef MGM Sol C. Siegel zatrudnił Lehmana do napisania scenariusza

Po zakończeniu zdjęć do dreszczowca psychologicznego Zawrót głowy (1958), a przed rozpoczęciem prac montażowych, Alfred Hitchcock udał się wraz z Almą Reville, Lew Wassermanem i jego żoną na wakacje na Jamajkę. Przygotowania do następnego projektu reżyser rozpoczął jeszcze w trakcie realizacji wspomnianego filmu. Główną inspiracją do powstania fabuły Północy, północnego zachodu była historia z okresu II wojny światowej, którą na początku lat 50. opowiedział Hitchcockowi w trakcie lunchu dziennikarz „New York Herald Tribune” Otis Guernsey Jr. Z relacji kierownika produkcji Herberta Colemana wynika, że reżyser niemal od razu zaczął obmyślać w głowie pomysły dotyczące fabuły. Udał się do siedziby Metro-Goldwyn-Mayer, gdzie całą historię opowiedział ówczesnemu szefowi studia Solowi C. Siegelowi. Spotkała się ona z przychylnymi opiniami i zyskała aprobatę, wskutek czego Hitchcock zgodził się wyreżyserować dwa filmy, a nie jeden, jak pierwotnie zakładał kontrakt. Decyzja ta ucieszyła przedstawicieli MGM. Za namową Siegela do napisania scenariusza zatrudniono Ernesta Lehmana, który był związany z wytwórnią kontraktem. Coleman początkowo zgłaszał kandydaturę Samuela A. Taylora. Hitchcock dostał od studia wolną rękę w działaniu. Otrzymał również honorarium w wysokości 250 tys. dolarów plus gwarancję dziesięcioprocentowego zysku z przychodów brutto, jeżeli film zarobi ponad 8 milionów dolarów.
Po uzyskaniu zgody reżyser i Lehman przystąpili do pisania scenariusza, na wstępnym etapie zatytułowanego W kierunku północno-zachodnim. W trakcie prac nad fabułą obydwaj improwizowali różne pomysły, opowieści i sytuacje. Hitchcock przyznał, że zawsze chciał sfilmować pogoń po twarzach Mount Rushmore. Jego pomysły na historię obejmowały między innymi takie wątki jak zabójstwo dyplomaty w siedzibie ONZ, pościg po całej Ameryce i finał akcji na Mount Rushmore. Przypadły one do gustu Lehmanowi, który powoli kreślił zarys opowieści. We wrześniu 1957 ukończył szkic pierwszego aktu scenariusza. Aby lepiej zbadać całą historię głównego bohatera i uzyskać silniejsze wyczucie lokalizacji, Lehman odbył dwutygodniową podróż po Nowym Jorku, Chicago i Dakocie Południowej. Kiedy reżyser zakończył prace nad Zawrotem głowy, zadowolony ze współpracy z Lehmanem, kontynuował obmyślanie zawiłej fabuły nowego projektu. Na początku kwietnia 1958 Hitchcock przerwał prace nad scenariuszem, gdy dowiedział się, że rutynowe testy jego żony Almy Reville wykazały podejrzenie wystąpienia raka szyjki macicy i będzie musiała poddać się ryzykownej operacji. Z relacji biografa Johna Russella Taylora wynika, że reżyser dalej wypełniał harmonogram, obejmujący także epizod nadawanego od 1955 serialu kryminalnego Alfred Hitchcock przedstawia, lecz „jeśli tylko mógł, natychmiast jechał do szpitala, przez cały czas łkając i trzęsąc się konwulsyjnie”. Norman Lloyd wspominał, że Hitchcock często płakał, a Peter Ackroyd podkreślał, że był bliski histerii. Ostatecznie pionierska operacja chirurgiczna zakończyła się powodzeniem i reżyser mógł wkrótce powrócić do pracy.
Kontynuował pisanie scenariusza z Lehmanem, który ciągle nosił tytuł W kierunku północno-zachodnim (czasami nazywano go także Człowiek na nosie Lincolna). Obydwaj byli zdecydowani, że historia skupi się na niewinnie ściganym człowieku, omyłkowo uznanym przez grupę bliżej nieokreślonych szpiegów za pracownika agencji rządowej. Według Ackroyda Hitchcock wyliczył Lehmanowi cały ciąg zaskakujących miejsc i incydentów – niektóre miał obmyślone już wcześniej – i polecił skonstruowanie scenariusza w taki sposób, żeby wszystkie zostały uwzględnione. Reżyser oficjalnie rozpoczął pracę dla MGM 2 czerwca, a Lehman nadawał końcowe szlify scenariuszowi, za napisanie którego otrzymał 25 tys. dolarów. 20 sierpnia obydwaj wyjechali na zdjęcia plenerowe do Nowego Jorku, Chicago i Rapid City. Początkowo studio przeznaczyło na realizację 2 miliony 500 tys. dolarów, lecz Coleman odmówił podpisania umowy, uważając, że scenariusz i preferencje reżysera, dotyczące tworzenia szczegółowych detali, będą wymagały budżetu przekraczającego 3 miliony.

### Casting

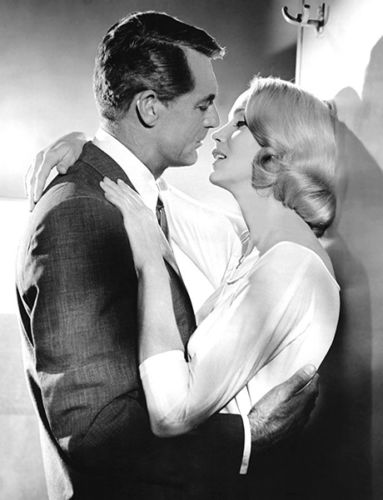
Cary Grant i Eva Marie Saint na fotosie promocyjnym z filmu

Aby zredukować budżet MGM zasugerowało swoich aktorów do głównych ról – Gregory’ego Pecka i Cyd Charisse. Ich kandydatury zostały odrzucone przez Hitchcocka, któremu umowa ze studiem gwarantowała pełną niezależność i całkowitą kontrolę nad każdym etapem powstawania filmu. W trakcie realizacji Zawrotu głowy, reżyser opowiadał o nowym projekcie Jamesowi Stewartowi. Aktor założył, że Hitchcock chce zaangażować go do głównej roli. Według Patricka McGilligana rozczarowujący wynik finansowy i nieprzychylne recenzje Zawrotu głowy zadecydowały, że jego kandydatura została odrzucona. Inną wersję przytaczał Stephen Whitty, zdaniem którego reżyser celowo opóźniał rozpoczęcie zdjęć, wskutek czego Stewart przyjął ofertę udziału w komedii romantycznej Czarna magia na Manhattanie (1958, reż. Richard Quine), i nie mógł wystąpić w Północy, północnym zachodzie. W opinii Ackroyda Grant od początku był jedynym kandydatem do roli Thornhilla. Dla aktora był to czwarty projekt zrealizowany z Hitchcockiem (wcześniej Grant wystąpił w Podejrzeniu; 1941, Osławionej; 1946 i Złodzieju w hotelu; 1955). W wyniku negocjacji z MGM aktor otrzymał z góry zapłatę w wysokości 450 tys. dolarów, gwarancję dziesięciu procent zysków przy sprzedaży powyżej 8 milionów wpływów i 5 tys. dolarów za każdy pozakontraktowy dzień spędzony na planie zdjęciowym. Według Marca Eliota to Hitchcock miał zaproponować Grantowi 450 tys. dolarów. Do momentu rozpoczęcia zdjęć, a więc przez okres siedmiu tygodni od chwili podpisania kontraktu, aktor otrzymywał dziennie 5 tys. dolarów, wskutek czego jego rzeczywiste wynagrodzenie miało wynieść 750 tys. dolarów. Grant początkowo kwestionował realizm scenariusza i chciał się wycofać z projektu. Reżyser zdecydował się zatrudnić jednego ze swoich ulubionych aktorów, mając nadzieję, że jego nazwisko pozwoli na przyciągnięcie do kin żeńskiej części widowni oraz zwiększy szanse filmu na sukces za granicą.
Na przełomie czerwca i lipca 1958, po zaangażowaniu Granta, Hitchcock przystąpił do rozpatrywania kandydatur do głównej roli żeńskiej. Przez krótki czas rozważał angaż Elizabeth Taylor lub Grace Kelly (mając nadzieję, że przerwie ona sprawowanie funkcji księżnej Monako i wróci do aktorstwa), lecz za sugestią Colemana i agenta Kurta Fringsa, zdecydował się na zatrudnienie Evy Marie Saint, laureatki nagrody Akademii Filmowej za drugoplanową kreację w dramacie kryminalnym Na nabrzeżach (1954, reż. Elia Kazan). Reżyser zaprosił aktorkę do swojego domu przy Bellagio Road. Saint pochlebnie wyrażała się o możliwości współpracy: „Hitchcock ma rzadki u reżyserów dar przekonania cię, że jesteś najdoskonalszą osobą do tej roli – a nic nie daje większej pewności siebie”. Pod nieobecność kostiumograf Edith Head (nie chciała opuścić szeregów Paramount Pictures), Saint miała swobodę w kwestii doboru strojów, lecz pod nadzorem reżysera. Wspólnie odwiedzili sklep Bergdorf Goodman przy Piątej Alei, gdzie wybrali klasyczny, czarny kostium, czarną jedwabną sukienkę koktajlową, a także jersey w tonacji palonego brązu, co miało komponować się z pomarańczowymi kombinezonami.
Do kreacji Phillipa Vandamma początkowo przymierzany był Yul Brynner, lecz aktor odmówił, nie będąc zainteresowanym rolą o mniejszym znaczeniu i nie lubiąc postaci, w którą miał się wcielić. Hitchcock zdecydował się zatrudnić Jamesa Masona, którego widział na scenie w Londynie na początku kariery. Matkę głównego bohatera zagrała Jessie Royce Landis (w rzeczywistości aktorka była starsza od Granta o siedem lat), która wcześniej wystąpiła u reżysera w Złodzieju w hotelu. Leo G. Carroll, należący do ulubionych aktorów drugoplanowych Hitchcocka, otrzymał rolę „profesora”, natomiast Martin Landau, dla którego był to debiut w filmie fabularnym, wcielił się w homoseksualistę Leonarda. Reżyser zdecydował się na angaż aktora po tym, gdy zobaczył go w spektaklu The Middle of the Night z Edwardem G. Robinsonem.

### Realizacja

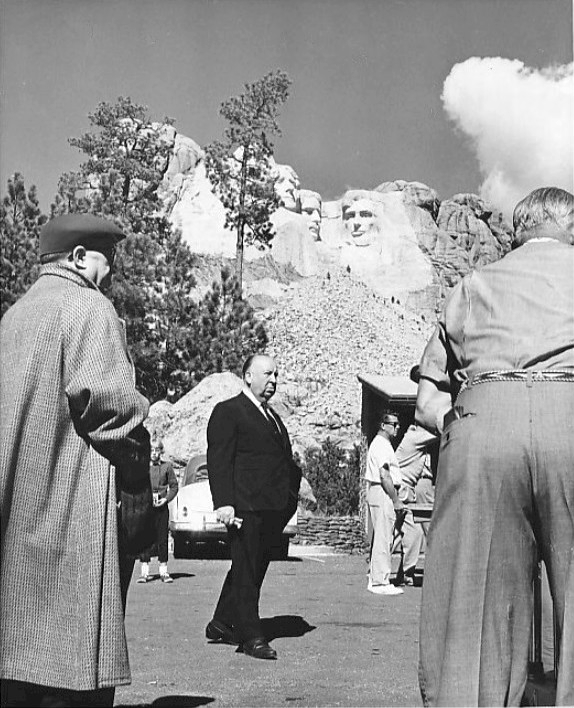
Hitchcock na tle Mount Rushmore w trakcie realizacji filmu

Okres zdjęciowy rozpoczął się 27 sierpnia 1958 w Nowym Jorku, a jako scenerie wykorzystano między innymi Grand Central Terminal, Hotel Plaza, Madison Avenue, Piątą Aleję, osiedle Westbury House i ogrody na wyspie Long Island. Film nagrywano w technicolorze i przy użyciu formatu VistaVision. Według różnych źródeł w pierwotnym założeniu budżet przeznaczony na projekt wynosił od 3,1 do 3,3 miliona dolarów. Hitchcock poprosił Saint o to, aby „dosłownie nic nie robiła, a tylko patrzyła w oczy Cary’ego Granta”. Reżyser w trakcie realizacji kładł duży nacisk na głos aktorki, polecając Saint obniżenie tonu. Hitchcock wymyślił cały alfabet sygnałów, który jej o tym przypominał. Grant, podobnie jak w przypadku realizacji Złodzieja w hotelu, nie przywiązywał dużej wagi do poleceń reżysera. Jak przyznawał: „Cała sztuka polega na tym, aby nie zważać na to, co mówi Hitchcock. Tak czy owak, wiem co mu chodzi po głowie i robię dokładnie odwrotnie. Jeszcze się nie zdarzyło, by to nie podziałało, a mnie cała sytuacja wydaje się bardzo przyjemna”. Aktor do ostatniej chwili przed rozpoczęciem filmowania danej sceny uważnie studiował scenariusz, którego fabułę uważał za zbyt skomplikowaną i niewiarygodną. Był zdania, że reżyserowi brakuje lekkości w realizowaniu scen komediowych.

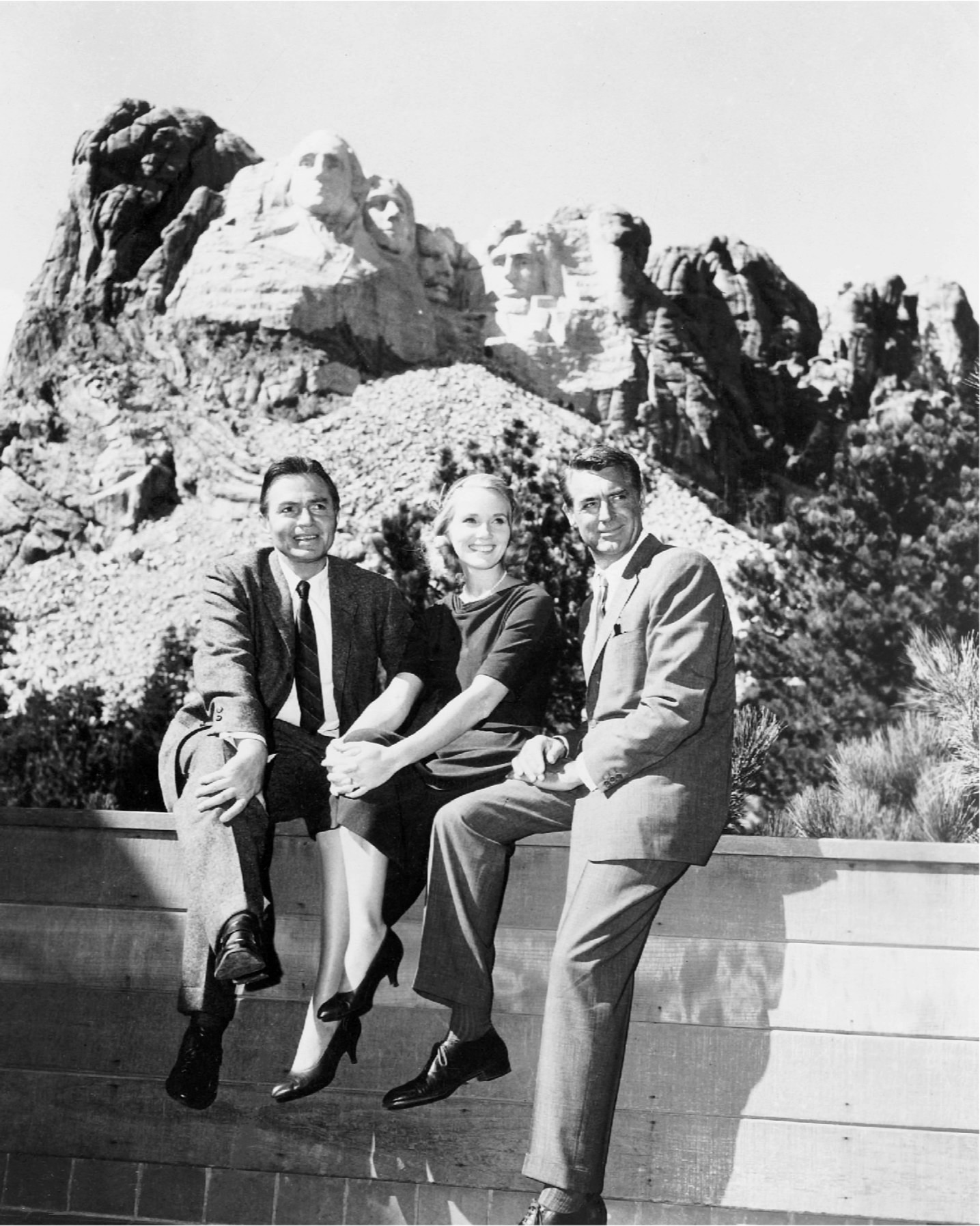
James Mason, Eva Marie Saint i Cary Grant na tle Mount Rushmore

W opinii Colemana w trakcie kręcenia było wiele frustrujących i irytujących momentów. Ponieważ ekipa nie uzyskała zgody na filmowanie wewnątrz siedziby ONZ, gdzie rozgrywał się kluczowy dla całego filmu epizod, operator Robert Burks potajemnie wykonał tzw. master shot (czyli długie ujęcie sceny, w którym zawarty jest cały fragment dramaturgiczny) bohatera kreowanego przez Granta, idącego w stronę budynku ONZ. Początkowo Coleman chciał skorzystać z kamery potajemnie ukrytej w furgonetce, lecz został zdemaskowany przez personel bezpieczeństwa ONZ. Cały materiał sfilmowano za pomocą kamery wyposażonej w długą ogniskową, ukrytej w pobliskim budynku. Aby sfotografować, a następnie wiernie odtworzyć w studiu wnętrza siedziby ONZ, zatrudniono fotosistę, który przedostał się do budynku, gdzie dyskretnie uchwycił kluczowe zdjęcia wnętrz, w tym hol wejściowy.
W scenie realizowanej w nowojorskim hotelu Plaza, gdzie bohaterowie kreowani przez Granta i Landis oraz dwóch zabójców wysiada z windy, miała miejsce niecodzienna sytuacja. Kiedy kamera była gotowa do nagrywania, a aktorzy do wyjścia z windy, nagle z sąsiedniej windy wysiadło dwoje ludzi, którzy byli oszołomieni widokiem kamer i ekipy filmowej. „Gdy zobaczyli, że wszyscy gapimy się na nich, nie wiedzieli czy wskoczyć z powrotem do windy i zamknąć drzwi, czy wybiec na zewnątrz (…) Więc po prostu stali w milczeniu, wpatrując się w tłum ludzi. Tą piękną parą byli Elizabeth Taylor i Eddie Fisher. Po raz pierwszy ich romans został ujawniony opinii publicznej” – relacjonował Coleman.
We wrześniu produkcja została przeniesiona do Chicago, gdzie realizowano ujęcia na LaSalle Street Station, w Omni Ambassador Hotel i na terenie portu lotniczego Chicago-Midway. W międzyczasie Coleman rozpoczął poszukiwania odpowiednich lokalizacji do sfilmowania sekwencji z atakiem samolotu na głównego bohatera. W pierwszej kolejności kierownik produkcji udał się do Indiany i Iowa, lecz nie był w stanie znaleźć plenerów spełniających wymagań Hitchcocka, zakładających, że teren musi być całkowicie płaski, bez żadnych miejsc dających jakiekolwiek schronienie lub drogę ucieczki.

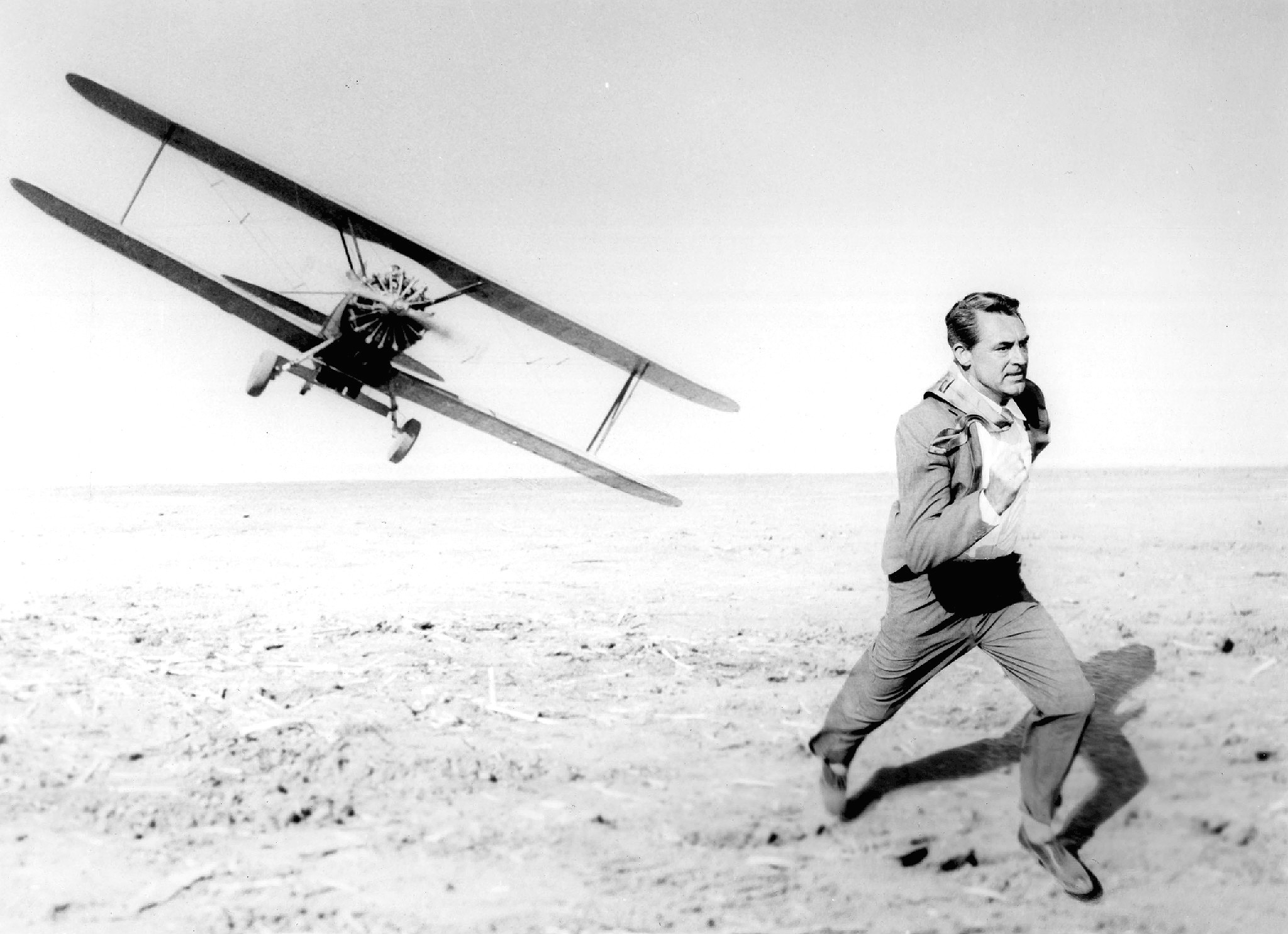
Cary Grant w trakcie realizacji sekwencji z atakującym samolotem służącym do rozpylania środków ochrony roślin

Gdy ekipa zakończyła zdjęcia w Chicago, produkcję przeniesiono do Rapid City w Dakocie Południowej i w rejon góry Mount Rushmore znajdującej się w rezerwacie Black Hills. Początkowo ekipie wydano zgodę na realizację ujęć na terenie rezerwatu, lecz wkrótce Departament Zasobów Wewnętrznych Stanów Zjednoczonych cofnął decyzję po tym, jak miejscowy dziennikarz opublikował artykuł opisujący, w jaki sposób Hitchcock planował przeprowadzenie gwałtownego pościgu po twarzach prezydentów. W artykule zamieszczono również zdjęcie papierowej serwetki, na której reżyser dokładnie rozrysował trasę pościgu. Wobec odmowy Hitchcock nakazał wytwórni zbudowanie dokładnej kopii, co było znacznie korzystniejsze, zwłaszcza jeśli chodzi o utrwalenie dźwięku i oświetlenie scen. W obrębie Mount Rushmore ekipa zrealizowała kilka ujęć, w tym rozmowę „profesora” z Thornhillem i przybycie Vandamma, Leonarda i Kendall. „Z powodu sprzeciwu rządu, nie mogliśmy mieć żadnej postaci na twarzach, nawet na ujęciach realizowanych wewnątrz studia. Powiedziano nam bardzo wyraźnie, żeby kamera jedynie prześlizgiwała się pomiędzy wizerunkami prezydentów. W końcu, jak twierdzili, jest to świątynia demokracji” – wspominał w późniejszym czasie reżyser.

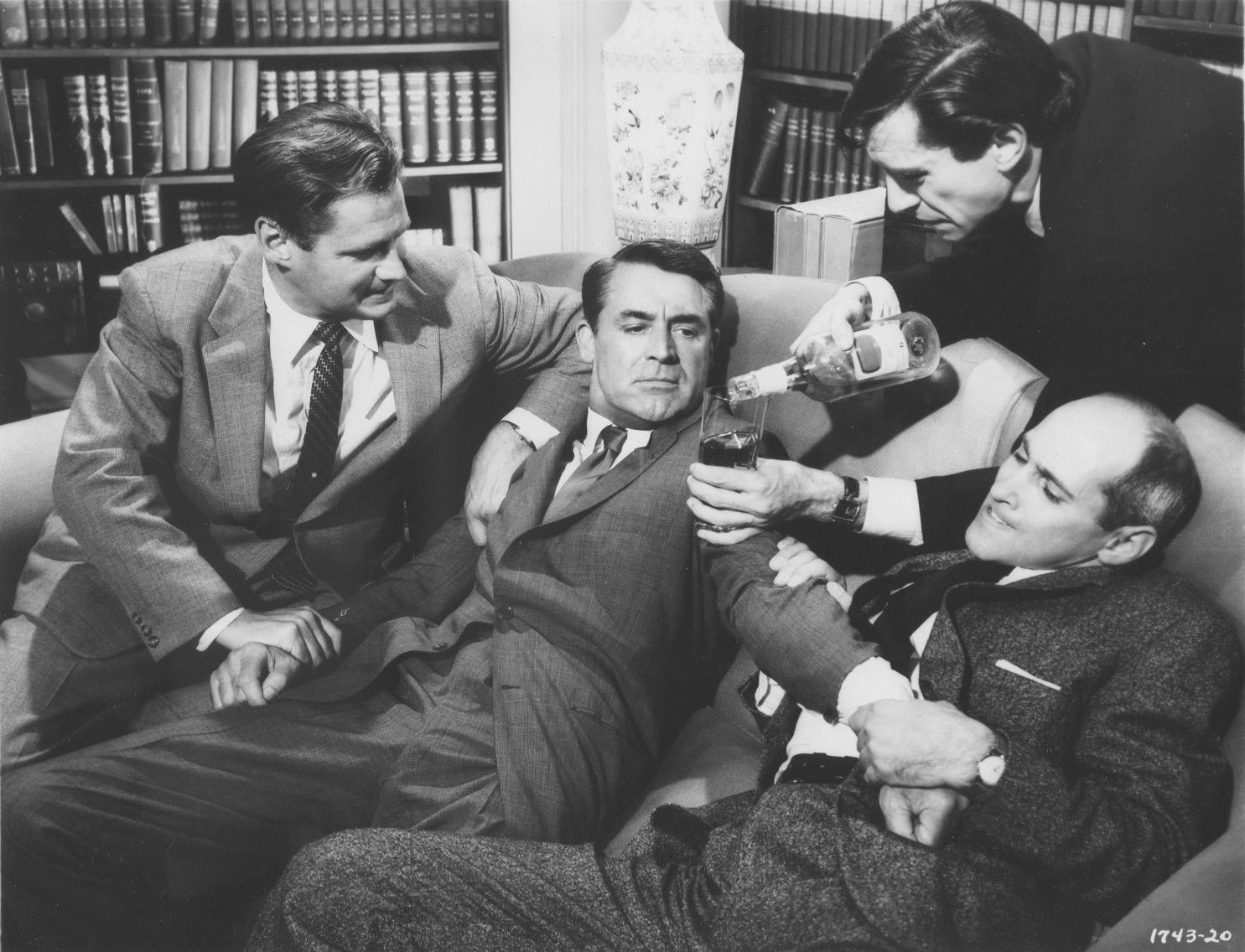
Adam Williams, Cary Grant, Martin Landau i Robert Ellenstein

Po zakończeniu zdjęć w rejonie rezerwatu w połowie września ekipa wróciła do studia MGM w Culver City, gdzie nagrano wszystkie wewnętrzne ujęcia, w tym finałową sekwencję pościgową po Mount Rushmore. W pracach nad nią zastosowano kombinację nieruchomych fotografii (używanych w ujęciach z punktu widzenia) oraz przezroczyste tło. Skały przedstawiające Mount Rushmore wykonano ze specjalnej gumy piankowej. Aby uchwycić zdjęcia, scenograf Robert F. Boyle i jego asystent byli opuszczani w dół na linach przez strażników parku. Końcowe sceny filmu, rozgrywające się w lesie w Dakocie Południowej, nagrywano w studiu MGM, gdzie zasadzono setkę drzew. Za mieszkanie Vandamma, ukazane w końcowej części trwania filmu, posłużyła miniaturka domu Franka Lloyda Wrighta, widziana z oddali.
Hitchcock każdego dnia wywierał presję na Colemanie, by ten znalazł odpowiednią lokalizację do sfilmowania sekwencji ataku samolotu. Aby ułatwić poszukiwania, MGM wyposażyło kierownika produkcji w mały, dwumiejscowy samolot. Coleman znalazł nieco pustynną, odludną, polną drogę między Bakersfield i Paso Robles w San Joaquin Valley nieopodal Blackwells Corner oraz odkupił od miejscowego rolnika trzy akry pola. Boyle polecił współpracownikom przekucie kolcami płyty umiejscowionej w ziemi. Na kilka dni przed rozpoczęciem nagrywania sekwencji ekipa ścięła kukurydzę i przetransportowała ją na miejsce realizacji, wbijając każdą łodygę kukurydzy na kolec. Według Ackroyda Lehman odbył kilka dyskusji z Grantem, dotyczących miejsca ataku na jego bohatera przez samolot. Aktor kazał się obwozić samochodem po różnych stronach i oceniał je z punktu widzenia kolejnych epizodów. W opinii autora ponad dwudziestoletnie doświadczenie filmowe Granta spowodowało, że Hitchcock często słuchał sugestii aktora, między innymi dotyczących odpowiedniego ustawienia kamery w danej scenie.

### Montaż i postprodukcja
Ostatni klaps na planie padł 24 grudnia 1958. W trakcie prac montażowych Coleman i George Tomasini w scenie lądowania samolotu w pobliżu rezydencji Vandamma w Mount Rushmore dokonali zmiany pory na nocną (ujęcie realizowano późnym popołudniem, a lokalizacją była autostrada 101 nieopodal Moorpark w Kalifornii). Gdy jeden ze współpracowników Siegela poinformował, że budżet przeznaczony na film został przekroczony o 2 miliony (wzrastając tym samym do sumy ponad 4 milionów), Hitchcock zmuszony był zrezygnować na etapie postprodukcji z dodania kilku planowanych scen, w tym ujęcia przedstawiającego widok z perspektywy pilota w trakcie trwania sekwencji ataku samolotu na głównego bohatera, które pokazałoby, że strzelcem był pomocnik Vandamma Licht, oraz otwierającej sceny, ukazującej Thornhilla w swoim biurze, przeglądającego oferty ogłoszeń, oczekujących na jego zatwierdzenie (koszt sekwencji wyniósł 20 tys. dolarów). Niektóre źródła podają, że budżet przeznaczony na film wyniósł 3 miliony 300 tys. dolarów.

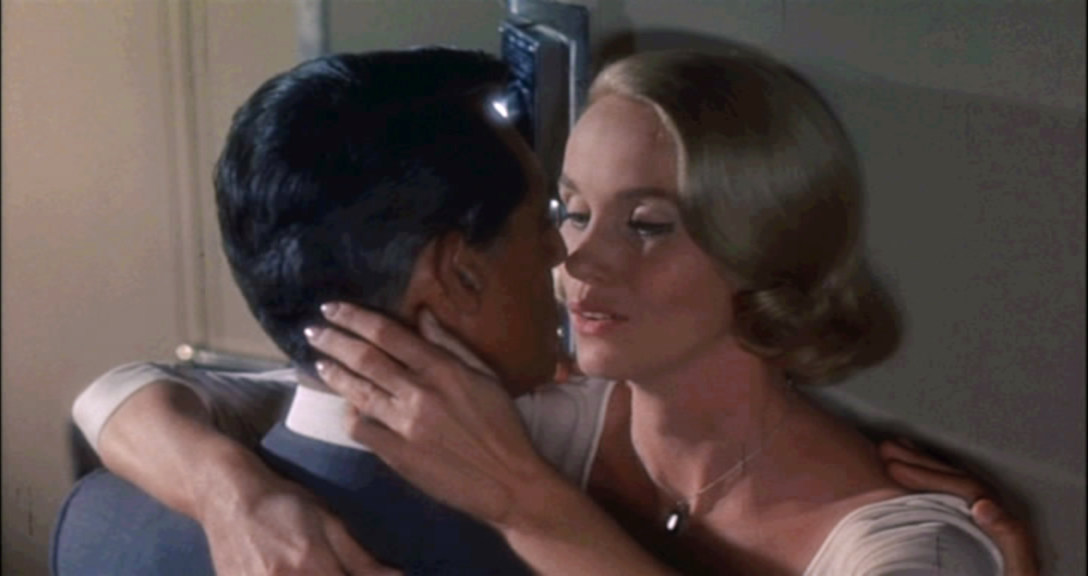
Cary Grant i Eva Marie Saint w jednej ze scen filmu

W styczniu i lutym 1959 reżyser odbył rozmowy z przedstawicielami Production Code Administration, którzy mieli zastrzeżenia do orientacji seksualnej Leonarda, wzmianki Thornhilla o kilku rozwodach oraz sceny kończącej film, w której mężczyzna wciąga Kendall do łóżka w przedziale pociągu, by się z nią kochać. Poddano ją ponownemu montażowi z przerobionym dialogiem zaproponowanym przez Geoffreya Shurlocka, w którym zasugerowano, że dwójka głównych bohaterów jest już małżeństwem. Kwestię tę dodano w lutym, a w opinii Billa Krohna „została ona dograna na zbliżeniu Evy ze sceny w stołówce, a tło usunięto”. Wątpliwości urzędników wzbudził także fragment dialogu wypowiadany przez Kendall, wyznającej, że nigdy nie kocha się z pustym żołądkiem. Na etapie postprodukcji tekst zmieniono na „nigdy nie rozmawiam o miłości z pustym żołądkiem”, lecz ze względu na ograniczenia budżetowe sceny nie nagrano ponownie, a jedynie podłożono dubbing. Reżyser, chcąc zachować charakterystyczne dla siebie aluzje seksualne, pod koniec marca nakazał drugiej ekipie zrealizowanie krótkiego ujęcia przedstawiającego wjazd pociągu do tunelu, którego nie uwzględniono w scenariuszu Lehmana i nie przedstawiono do zatwierdzenia urzędnikom Production Code Administration. Krohn napisał, że była to „najbardziej sugestywna metafora aktu seksualnego, jaką kiedykolwiek udało się przemycić przed cenzurą”. 29 kwietnia Siegel zarządził pokaz filmu dla całego zarządu. Kierownictwo MGM uznało, że ostateczna wersja jest za długa. Polecono Hitchcockowi usunięcie sceny rozmowy pomiędzy Thornhillem a Kendall w lesie, mającej miejsce po fałszywej strzelaninie w kawiarni na Mount Rushmore. Po konsultacji z prawnikiem reżyser odmówił, zdając sobie sprawę z warunków umowy, dających mu pełną kontrolę nad każdym aspektem powstawania filmu.
Za sugestią Kennetha MacKenny zmieniono tytuł filmu z W kierunku północno-zachodnim na Północ, północny zachód (będący aluzją do słów wypowiedzianych przez Hamleta w sztuce Williama Szekspira). Jeszcze w trakcie pisania scenariusza Hitchcock i Lehman testowali inne tytuły, między innymi Breathless. Robocza wersja brzmiała In a Northerly Direction. W ocenie McGilligana roboczy tytuł nikomu się nie podobał, a Północ, północny zachód miał zasugerować Hitchcock, lecz członkowie komisji do spraw tytułów byli podzieleni co do jego zasadności.

### Muzyka
| „«Kalejdoskopowe», orkiestrowe fandango, zaprojektowane, by zapoczątkować ekscytującą trasę, która następuje.”– Bernard Herrmann |

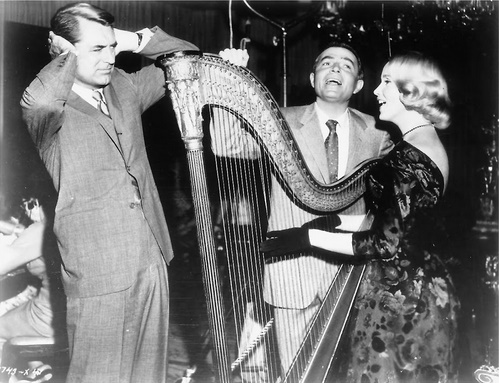
Cary Grant, James Mason i Eva Marie Saint

Autorem muzyki do Północy, północnego zachodu jest kompozytor Bernard Herrmann, dla którego był to piąty film, przy którym współpracował z Hitchcockiem. Prace nad udźwiękowieniem trwały od stycznia do marca 1959. Jack Sullivan, autor książki Hitchcock’s Music (2006), zaznaczył, że motyw pościgu jest już wyraźnie słyszalny w czołówce otwierającej film, gdzie następuje dynamiczna uwertura, często powtarzana w wariacjach w całym filmie. „Miejskie siatki geograficzne, zaprojektowane przez Saula Bassa, wkraczają w taniec Herrmanna, a następnie przekształcają się w linie pędzących samochodów, modernistyczny projekt, który wprawia widownię w ruch i sprawia, że przeskakują oni przez najdłuższe, najbardziej hojne widowisko Hitchcocka” – argumentował. Kierownictwo MGM początkowo chciało konwencjonalnej muzyki autorstwa George’a Gershwina w sekwencji otwierającej.
Według Sullivana taniec i pogoń, dwa podstawowe rytmy reżysera, zyskują apoteozę. Autor wyróżnił „szczekliwe” ostinato, okrężne arpeggio, tajemnicze modalne harmonie oraz, ku zaskoczeniu, „melodię miłosną pełnym gardłem”. W jego ocenie filmy Hitchcocka zwykle oferowały muzyczne innowacje, a Północ, północny zachód nie był wyjątkiem. „Maniakalna energia partytury Herrmanna, będąca przekształconym dwudzielnym na trójdzielne metrum w urzekającej wersji flamenco, była czymś nowym, zestawiając długość suspensu z szybkością pościgu. Herrmann osiągnął to dzięki odważnemu minimalizmowi daleko przed czasem”. Zdaniem Stevena C. Smitha, autora książki A Heart at Fire’s Center: The Life and Music of Bernard Herrmann (1991), „wykorzystując wściekłe południowoamerykańskie rytmy na przemian 3/4 i 6/8, Herrmann prześciga się z instrumentalnymi partiami głosowymi w niekończącej się ewokacji szalonego tańca, który ma się odbyć między Carym Grantem a całym światem”. Wariacje fandango szczególnie słyszalne są w scenach rozgrywających się na Mount Rushmore.
Romans Thornhilla z Kendall pozwolił kompozytorowi na wprowadzenie lirycznego duetu w postaci oboju i klarnetu, z delikatnymi, napędzanymi rytmami instrumentów smyczkowych (sugerujących równomierny rytm podróży pociągiem) w sekwencji przypominającej podobnie skonstruowaną pierwszą część V symfonii Szostakowicza. W jednej z najbardziej pamiętnych scen filmu, gdy samolot atakuje na otwartym polu głównego bohatera, Herrmann zrezygnował z muzyki. Gdy Thornhill ukrywa się w gęstym polu kukurydzy, słychać jedynie szelest latającej maszyny i wiatru. Staccato pojawia się dopiero w momencie zderzenia samolotu z cysterną. W opinii Smitha świadczyło to o poczuciu „przesadnej rzeczywistości Hitchcocka”. „Jeśli jesteś malarzem, nie oznacza to, że nie możesz używać czarnego – a to jest dźwięk: czarny” – argumentował Herrmann. W opinii Krzysztofa Loski muzyka często podkreśla także erotyczny charakter więzi łączących Vandamma i Leonarda.

#### Ścieżka dźwiękowa
20 stycznia 1995 na rynku ukazała się płyta CD ze ścieżką dźwiękową do filmu autorstwa Herrmanna, wydana nakładem Rhino Movie Music/Turner (nr kat. R272101).
| North by Northwest (Original Motion Picture Score) | North by Northwest (Original Motion Picture Score) | North by Northwest (Original Motion Picture Score) | North by Northwest (Original Motion Picture Score) |
| Nr                                                 | Tytuł utworu                                       | Autor                                              | Długość                                            |
| -------------------------------------------------- | -------------------------------------------------- | -------------------------------------------------- | -------------------------------------------------- |
| 1.                                                 | „Overture”                                         | Bernard Herrmann                                   | 2:14                                               |
| 2.                                                 | „The Streets (Outtake)”                            | Bernard Herrmann                                   | 1:03                                               |
| 3.                                                 | „It’s a Most Unusual Day”                          | Jimmy McHugh                                       | 1:08                                               |
| 4.                                                 | „Kidnapped”                                        | Bernard Herrmann                                   | 2:15                                               |
| 5.                                                 | „The Door”                                         | Bernard Herrmann                                   | 0:42                                               |
| 6.                                                 | „Cheers”                                           | Bernard Herrmann                                   | 0:41                                               |
| 7.                                                 | „The Wild Ride”                                    | Bernard Herrmann                                   | 2:49                                               |
| 8.                                                 | „Car Crash”                                        | Bernard Herrmann                                   | 0:21                                               |
| 9.                                                 | „The Return”                                       | Bernard Herrmann                                   | 0:25                                               |
| 10.                                                | „Two Dollars”                                      | Bernard Herrmann                                   | 0:47                                               |
| 11.                                                | „Rosalie”                                          | Cole Porter                                        | 1:32                                               |
| 12.                                                | „In the Still of the Night”                        | Cole Porter                                        | 2:23                                               |
| 13.                                                | „The Elevator”                                     | Bernard Herrmann                                   | 0:45                                               |
| 14.                                                | „The U.N.”                                         | Bernard Herrmann                                   | 1:01                                               |
| 15.                                                | „Information Desk”                                 | Bernard Herrmann                                   | 0:50                                               |
| 16.                                                | „The Knife”                                        | Bernard Herrmann                                   | 0:48                                               |
| 17.                                                | „Fashion Show”                                     | André Previn                                       | 5:19                                               |
| 18.                                                | „Interlude”                                        | Bernard Herrmann                                   | 1:15                                               |
| 19.                                                | „Detectives”                                       | Bernard Herrmann                                   | 0:28                                               |
| 20.                                                | „Conversation Piece”                               | Bernard Herrmann                                   | 3:03                                               |
| 21.                                                | „Duo”                                              | Bernard Herrmann                                   | 1:09                                               |
| 22.                                                | „The Station”                                      | Bernard Herrmann                                   | 0:53                                               |
| 23.                                                | „The Phone Booth”                                  | Bernard Herrmann                                   | 1:14                                               |
| 24.                                                | „Farewell”                                         | Bernard Herrmann                                   | 0:45                                               |
| 25.                                                | „The Crash”                                        | Bernard Herrmann                                   | 0:53                                               |
| 26.                                                | „Hotel Lobby (Outtake)”                            | Bernard Herrmann                                   | 1:21                                               |
| 27.                                                | „The Reunion”                                      | Bernard Herrmann                                   | 0:51                                               |
| 28.                                                | „Goodbye”                                          | Bernard Herrmann                                   | 0:54                                               |
| 29.                                                | „The Question”                                     | Bernard Herrmann                                   | 0:46                                               |
| 30.                                                | „The Pad & Pencil”                                 | Bernard Herrmann                                   | 1:03                                               |
| 31.                                                | „The Auction”                                      | Bernard Herrmann                                   | 1:06                                               |
| 32.                                                | „The Police”                                       | Bernard Herrmann                                   | 0:26                                               |
| 33.                                                | „The Airport”                                      | Bernard Herrmann                                   | 0:58                                               |
| 34.                                                | „The Cafeteria”                                    | Bernard Herrmann                                   | 1:14                                               |
| 35.                                                | „The Shooting”                                     | Bernard Herrmann                                   | 1:06                                               |
| 36.                                                | „The Forest”                                       | Bernard Herrmann                                   | 1:22                                               |
| 37.                                                | „Flight”                                           | Bernard Herrmann                                   | 0:19                                               |
| 38.                                                | „The Ledge”                                        | Bernard Herrmann                                   | 1:09                                               |
| 39.                                                | „The House”                                        | Bernard Herrmann                                   | 3:11                                               |
| 40.                                                | „The Balcony”                                      | Bernard Herrmann                                   | 0:44                                               |
| 41.                                                | „The Match Box”                                    | Bernard Herrmann                                   | 1:59                                               |
| 42.                                                | „The Message”                                      | Bernard Herrmann                                   | 0:20                                               |
| 43.                                                | „The T.V.”                                         | Bernard Herrmann                                   | 0:40                                               |
| 44.                                                | „The Airplane”                                     | Bernard Herrmann                                   | 0:58                                               |
| 45.                                                | „The Gates”                                        | Bernard Herrmann                                   | 0:47                                               |
| 46.                                                | „The Stone Faces”                                  | Bernard Herrmann                                   | 1:31                                               |
| 47.                                                | „The Ridge”                                        | Bernard Herrmann                                   | 2:00                                               |
| 48.                                                | „On the Rock”                                      | Bernard Herrmann                                   | 2:23                                               |
| 49.                                                | „The Cliff”                                        | Bernard Herrmann                                   | 1:37                                               |
| 50.                                                | „Finale”                                           | Bernard Herrmann                                   | 0:46                                               |
|                                                    |                                                    |                                                    | 1:04:14                                            |

## Odbiór

### Premiera kinowa i recenzje

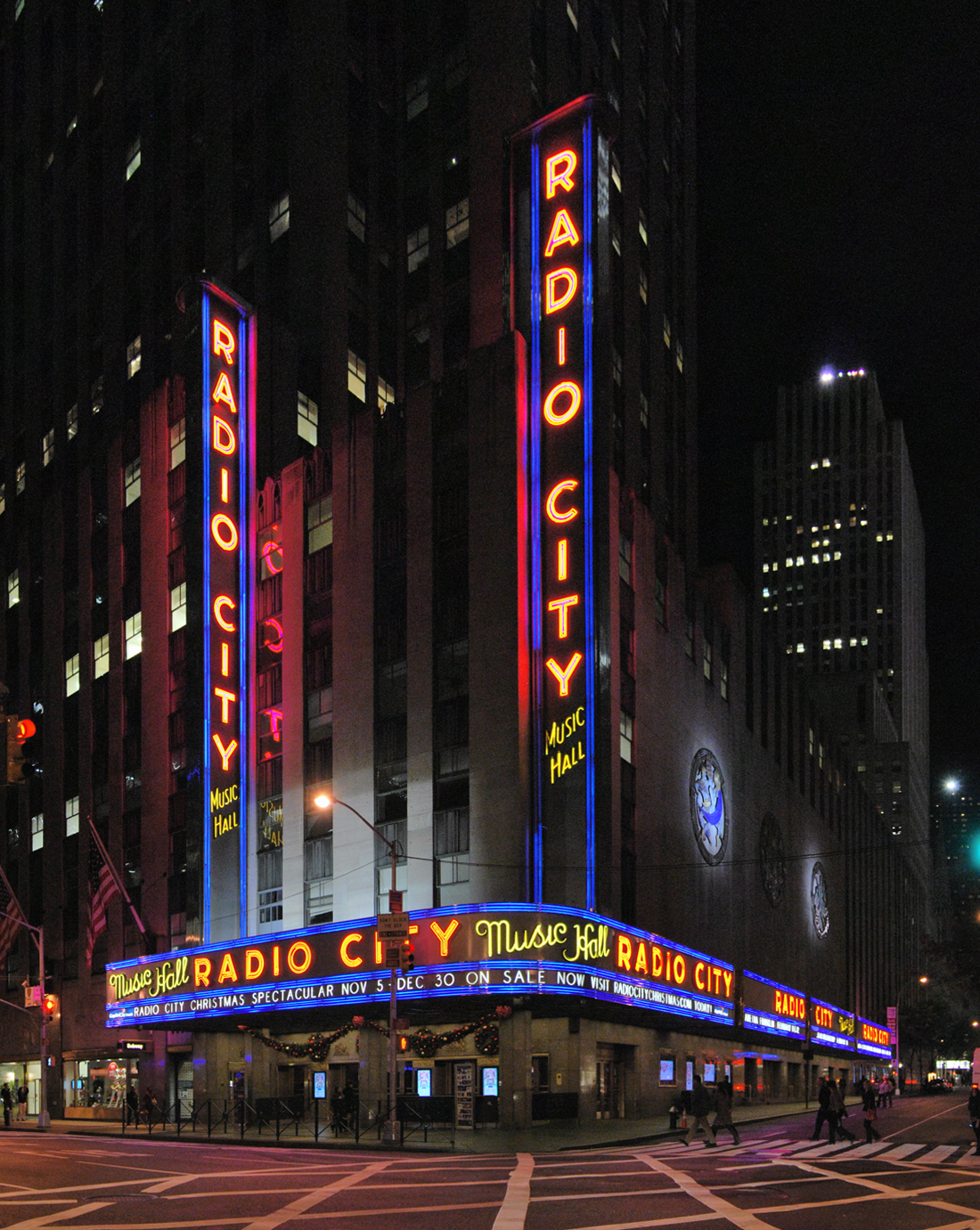
Radio City Music Hall, miejsce nowojorskiej premiery filmu w 1959

Przed wydaniem filmu reżyser zapewniał dziennikarzy, że jego nowy projekt spełni oczekiwania tych widzów, którzy liczą na to, co stanowiło o sile kwintesencji typowego Hitchcockowskiego filmu. Premiera Północy, północnego zachodu miała miejsce 1 lipca 1959 w Chicago. Obecni na niej byli Hitchcock, Saint i Carroll. Po niej nastąpiły otwarcia w całym kraju i towarzysząca im duża kampania reklamowa. Emitowano również krótki film promocyjny, na którym reżyser obiecywał „wakacje od wszystkich problemów”. 6 sierpnia film zadebiutował w nowojorskiej Radio City Music Hall, gdzie nagrodzono go zbiorową owacją i oklaskami na stojąco. Hitchcock wysłał telegram do Lehmana, informując go o przychylnej reakcji. W połowie października reżyser udał się na dwa tygodnie do Paryża i Londynu, promując film.
Film otrzymał w większości pozytywne recenzje. Krytycy podkreślali, że po ryzykownych eksperymentach w Zawrocie głowy (1958) Hitchcock powrócił do zabawiania publiczności ekstrawaganckimi dreszczowcami. Wielu z nich postrzegało film jako przykład talentu reżysera do łączenia makabry z humorem i romansem. Moira Walsh na łamach magazynu „America” napisała: „Potraktowana na poważnie intryga nie ma w ogóle sensu. Jest to o tyle dobre, że potraktowana poważnie nasuwa co najmniej alarmujące wnioski o moralności głównej bohaterki, metod amerykańskich służb wywiadowczych i rozmaitych innych sprawach. Jednakże jest zadziwiające, jak zajmujący robi się ten film wraz z rozwojem akcji”. Charles Champlin postrzegał Północ, północny zachód jako „antologię typowych Hitchcockowskich sytuacji”. Wyrażał także uznanie dla sekwencji ataku na głównego bohatera przez samolot. Zdaniem autora scena ta reprezentuje najlepsze prace reżysera. „Newsweek” uznał film za pełen blasku, koloru i „zręczny, jeszcze raz zręczny”. Opinię Champlina podzielała Gene Gleason z „New York Herald Tribune”, dla której wspomniana scena jest jedną z najbardziej pamiętnych sekwencji z całego filmu. Pozytywną recenzję wystawił również „New York Post”, opisując Północ, północny zachód jako „wspaniały rollercoaster, będący karuzelą czystej rozrywki”, dodając, że jest on najbardziej ożywionym filmem od czasów Okna na podwórze (1954). A.H. Weiler z „The New York Timesa” napisał: „Mimo że [główni bohaterowie] są zaangażowani w błyskawiczny romans i trochę luźnych intryg, wszystko odbywa się w energicznym, prawdziwie dowcipnym i wyrafinowanym stylu, z panem Hitchcockiem na czele. Północ, północny zachód to barwna i ekscytująca trasa dla szpiegów, kontrwywiadowców i kochanków”. „The New Yorker” wystawił negatywną opinię, uznając, że Północ, północny zachód jest niezamierzoną parodią własnych dokonań Hitchcocka. W ocenie Hollisa Alperta z „Saturday Review” film był zabawny i makabryczny oraz najlepszy od wielu lat w dorobku Hitchcocka. Jeden z recenzentów „Time’a” napisał, że „akcja filmu jest płynna, bez najmniejszego zacięcia i niezwykle wciągająca”. Z kolei „Variety” nazwał film „mieszaniną Alfreda Hitchcocka – suspensu, intrygi, komedii, humoru. Rzadko uzyskuje się miksturę serwowaną tak rozkosznie”.
W późniejszych latach krytycy często nawiązywali w swoich recenzjach do Północy, północnego zachodu, uznając, że jest on filmową kwintesencją dorobku reżysera. Sam Hitchcock przyznawał, że był on amerykańską wersją 39 kroków (1935).

### Reakcje po latach
Zdaniem biografa Donalda Spoto, autora książki The Life of Alfred Hitchcock: The Dark Side of Genius (1983), Północ, północny zachód był „rewelacyjnym komicznym dreszczowcem o błędnej tożsamości, politycznej deprawacji, seksualnym szantażu i wszechobecnym odgrywaniu ról”. Jack Sullivan opisywał Rogera O. Thornhilla jako skrzyżowanie Freda Astaire’a z Jamesem Bondem oraz doszukiwał się w filmie cech slapstickowych. Krzysztof Loska podkreślał, że Thornhill, podobnie jak Richard Hannay z 39 kroków i Barry Kane z Sabotażu (1942), „musi oczyścić się, choć równocześnie musi uciekać nie tylko przed przestępcami, ale i policją, poszukującą go pod zarzutem morderstwa”. W opinii autora podstawowym składnikiem fabularnym była opowieść o niewinności i odzyskaniu tożsamości. Loska dostrzegał w filmie cechy filmu romantycznego, a jako przykład wymieniał takie elementy składowe narracji jak wyprawa, poszukiwanie przygód, walka dobra ze złem, zdobycie pięknej dziewczyny, śmierć i zmartwychwstanie oraz powrót do domu. Zdaniem Petera Ackroyda Hitchcock zastosował kilka sprawdzonych i ulubionych motywów z wcześniejszych produkcji, ocierając się momentami o pastisz i parodię, lecz, podobnie jak jego filmowi bohaterowie, zawsze będąc o jeden krok dalej. Jak zaznaczył, już sam tytuł jest zapowiedzią czegoś niemożliwego. „Pełen jest chaosu, ruchu i dramatycznych ucieczek, które jednak wcale nie poprawiają sytuacji bohatera. Podobnie jak «O» w nazwisku Roger O. Thornhill obraz staje się intrygującą improwizacją na temat pustki i nieobecności”. Robert E. Kapsis, autor książki Hitchcock: The Making of a Reputation (1992), zaznaczył, że Północ, północny zachód otrzymał bardziej jednolitą i przychylną reakcję krytyków niż wydany trzy lata wcześniej Człowiek, który wiedział za dużo. W jego przekonaniu krytykom, którzy po raz pierwszy oglądali film, wydawał się on idealną ilustracją szeroko nagłośnionych teorii reżysera na temat tego, jak stworzyć skuteczny dreszczowiec.

### Wynik finansowy
Północ, północny zachód okazał się sukcesem kasowym w momencie wejścia na ekrany kin. W trakcie dwutygodniowych pokazów w nowojorskiej Radio City Music Hall film zarobił 404 tys. 56 dolarów. Z wynikiem 5,25 miliona dolarów uplasował się na 6. miejscu w podsumowaniu roku w amerykańskim box offisie. Według Jamesa Strattona film Hitchcocka zarobił w Stanach Zjednoczonych 6,5 miliona dolarów. Całkowity dochód krajowy Północy, północnego zachodu szacuje się na 13 milionów 275 tys. dolarów. W 2017 film zarobił w Wielkiej Brytanii 9 tys. 942 dolary.

### Nagrody i nominacje

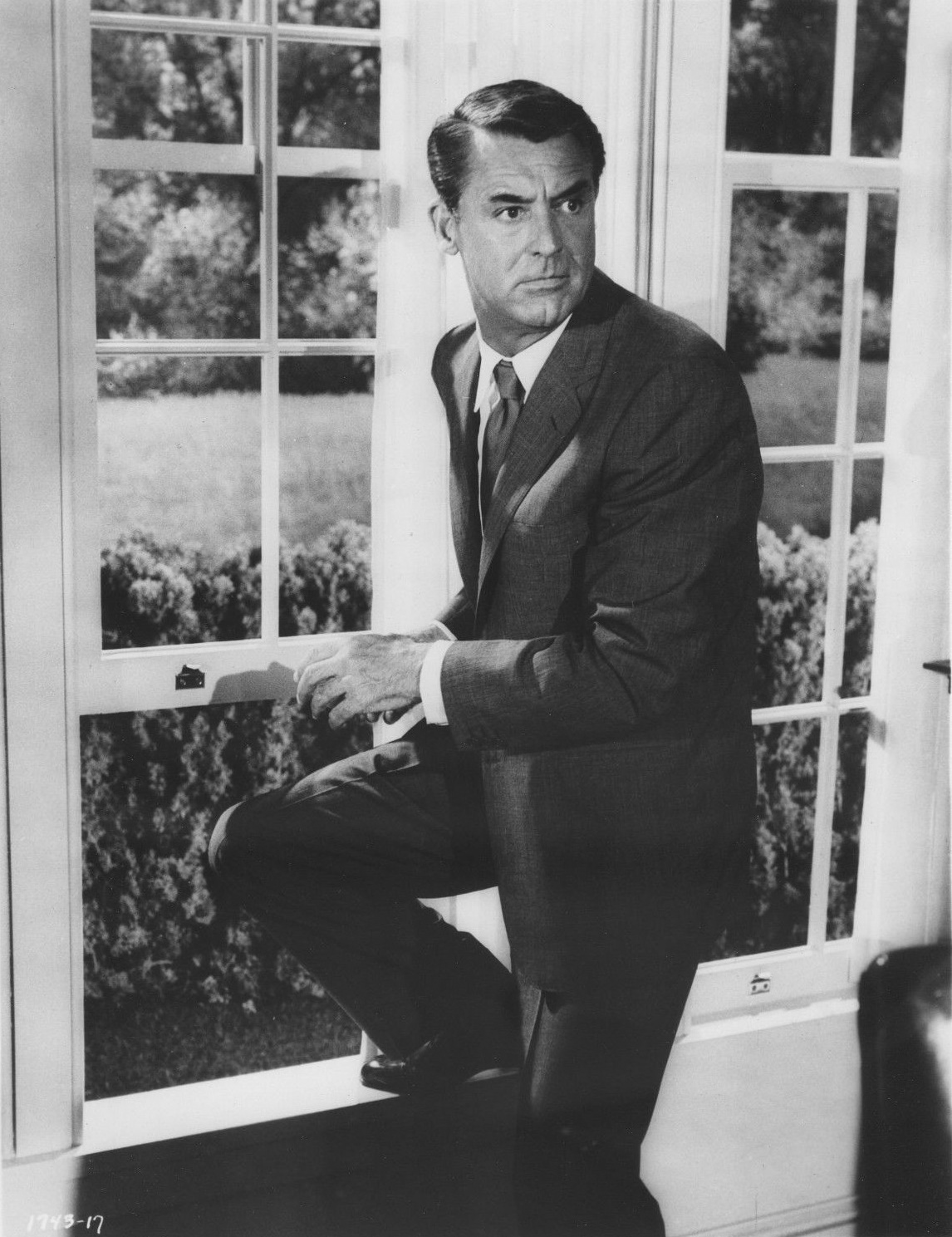
Cary Grant został uhonorowany włoskim Davidem di Donatello dla najlepszego aktora zagranicznego

W 1959 Alfred Hitchcock po raz drugi z rzędu został uhonorowany Srebrną Muszlą za najlepszą reżyserię podczas 6. edycji Międzynarodowego Festiwalu Filmowego w San Sebastián (rok wcześniej nagrodzono go za Zawrót głowy). Północ, północny zachód otrzymał od Amerykańskiej Akademii i Sztuki Filmowej trzy nominacje do nagrody Akademii Filmowej – w kategoriach za najlepszy scenariusz oryginalny, najlepszą scenografię i dekorację wnętrz (film barwny) oraz najlepszy montaż. Amerykańska Gildia Reżyserów Filmowych wyróżniła Hitchcocka nominacją w kategorii za najlepsze osiągnięcie reżyserskie w filmie fabularnym. Amerykańska Gildia Scenarzystów nominowała Lehmana za najlepszy scenariusz komedii. Autor został uhonorowany nagrodą im. Edgara Allana Poego za najlepszy scenariusz filmowy. Z kolei Cary Grant zdobył statuetkę Davida di Donatello dla najlepszego aktora zagranicznego, przyznawaną przez Włoską Akademię Filmową.
| Rok  | Nagroda                                | Kategoria                                              | Odbiorcy i nominowani                                                       | Wynik     | Źródło  |
| ---- | -------------------------------------- | ------------------------------------------------------ | --------------------------------------------------------------------------- | --------- | ------- |
| 1959 | Srebrna Muszla (MFF w San Sebastián)   | Najlepszy reżyser                                      | Alfred Hitchcock                                                            | Wygrana   | [ 72 ]  |
| 1960 | Nagroda Akademii Filmowej              | Najlepszy scenariusz oryginalny                        | Ernest Lehman                                                               | Nominacja | [ 72 ]  |
| 1960 | Nagroda Akademii Filmowej              | Najlepsza scenografia i dekoracje wnętrz (film barwny) | Frank R. McKelvy Henry Grace Merrill Pye Robert F. Boyle William A. Horning | Nominacja | [ 72 ]  |
| 1960 | Nagroda Akademii Filmowej              | Najlepszy montaż                                       | George Tomasini                                                             | Nominacja | [ 72 ]  |
| 1960 | David di Donatello                     | Najlepszy aktor zagraniczny                            | Cary Grant                                                                  | Wygrana   | [ 100 ] |
| 1960 | Amerykańska Gildia Reżyserów Filmowych | Najlepsze osiągnięcie reżyserskie w filmie fabularnym  | Alfred Hitchcock                                                            | Nominacja | [ 72 ]  |
| 1960 | Amerykańska Gildia Scenarzystów        | Najlepszy scenariusz komedii                           | Ernest Lehman                                                               | Nominacja | [ 72 ]  |
| 1960 | Nagroda im. Edgara Allana Poego        | Najlepszy scenariusz filmowy                           | Ernest Lehman                                                               | Wygrana   | [ 72 ]  |

## Dziedzictwo

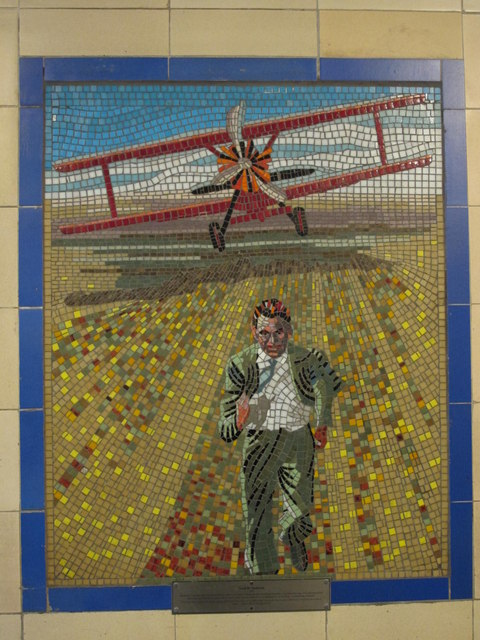
Mozaika ukazująca scenę z filmu, mieszcząca się na stacji metra w Leytonstone (Londyn, 2014)

Sekwencja z atakującym samolotem na otwartym polu uznawana jest za jeden z najbardziej pamiętnych momentów z całego filmu i klasyczny przykład suspensu. Była ona główną inspiracją dla sceny ataku helikoptera w drugim oficjalnym filmie o przygodach Jamesa Bonda Pozdrowienia z Rosji (1963, reż. Terence Young). Obraz Hitchcocka często określany jest mianem pierwszego filmu o przygodach Jamesa Bonda. W rozmowie z François Truffautem z 1965 reżyser przyznał: „Kiedy uzmysłowiłem sobie, że James Bond i jego naśladowcy jeszcze tylko bardziej udziwniają w istocie moje i tak już dziwne filmy przygodowe, takie jak Północ, północny zachód, pomyślałem, że nie ma sensu, abym z nimi rywalizował”. Szyty na miarę u krawców przy Savile Row wełniany garnitur Granta, koloru szarego, przeszedł do historii filmu jako jeden z najbardziej kultowych. Tytuł filmu był inspiracją do nazwy festiwalu muzycznego South by Southwest, odbywającego się corocznie w Austin od 1987. Pomysłodawcą był Louis Black, współzałożyciel i redaktor „The Austin Chronicle”.
W 1995 National Film Preservation Board uznało Północ, północny zachód za „kulturowo historyczny lub estetycznie znaczący” i wytypowany do konserwacji w National Film Registry przez Bibliotekę Kongresu. American Film Institute czterokrotnie doceniał obraz Hitchcocka. W 1998 sklasyfikował go na 40. miejscu w opublikowanym przez siebie rankingu „stu najlepszych amerykańskich filmów”, natomiast w 2007 na 55. Rok później AFI uznał Północ, północny zachód za 7. (na dziesięć możliwych miejsc w wybranym gatunku) „najlepszy kryminał” oraz wymienił go w gronie „100 najbardziej trzymających w napięciu amerykańskich filmów” (4. miejsce). W 1999 „Entertainment Weekly” sklasyfikował Północ, północny zachód na 44. lokacie w przygotowanym przez siebie zestawieniu „100 najlepszych filmów wszech czasów”. W 2005 scenariusz pióra Lehmana został uznany przez Amerykańską Gildię Scenarzystów za jeden ze „101 najlepszych, jakie kiedykolwiek napisano” (21. pozycja). Trzy lata później brytyjski magazyn branżowy „Empire”, na podstawie 10 tys. głosów czytelników, ocen 150 hollywoodzkich twórców filmowych i 50 krytyków, opracował ranking „500 najlepszych filmów wszech czasów”, w którym Północ, północny zachód zajął 98. pozycję.
W trzecim odcinku (pod tytułem „The Deadly Assassin” z 1976) 14. sezonu serialu science fiction Doktor Who złożono hołd filmowi Hitchcocka. Gdy tytułowy Doktor zostaje fałszywie oskarżony o morderstwo o podłożu politycznym, zostaje zaatakowany z dwupłatowca pilotowanego przez jednego z popleczników wroga. Nawiązania do sekwencji z samolotem są widoczne także w komediodramacie Arizona Dream (1993, reż. Emir Kusturica), gdzie jeden z bohaterów (Vincent Gallo) odgrywa słynną scenę.
W 2015 Północ, północny zachód został zaadaptowany przez Carolyn Burns na potrzeby sztuki teatralnej, którą wyreżyserował Simon Phillips. Premiera odbyła się w Melbourne Theatre Company. W roli Rogera O. Thornhilla wystąpił Matt Day, natomiast Evę Kendall zagrała Amber McMahon.